# Eulecanium juniperi
Eulecanium juniperi är en insektsart som beskrevs av Danzig 1972. Eulecanium juniperi ingår i släktet Eulecanium och familjen skålsköldlöss.
Artens utbredningsområde är Kazakstan. Inga underarter finns listade i Catalogue of Life.